# رجال عود الثقاب (فلم)
رجال عود الثقاب (بالإنجليزية: Matchstick Men) هو فيلم كوميدي تم إنتاجه في الولايات المتحدة سنة 2003.الفيلم قائم على رواية تحمل نفس الاسم تم اصدراها عام 2002 من تأليف اريك جارسيا. الفيلم من إخراج ريدلي سكوت و بطولة نيكولاس كيج وسام روكويل وأليسون لوهمان.

## طاقم التمثيل
- نيكولاس كيج بدور روي.
- سام روكويل بدور فرانك.
- أليسون لوهمان بدور أنجيلا.
- بروس ألتمان بدور دكتور كلاين.

## القصة
تدور أحداث الفيلم حول نصابٍ محتالٍ يدعي روي (نيكولاس كيج) وشريكه فرانك، الذان يواصلان النصب على الأشخاص الغافلين بطرقٍ ذكيةٍ وفنيةٍ جداً، ومن جهة أخرى، حياة روي الخاصة فاشلةٌ جداً، ويفاجأ بأن ابنته تبحث عنه لتعيش معه بعيداً عن والدتها القاسية لتجد الحنان والحب والاحتواء عند والدها، فيجد والدها بأن لديها مشاكلاً وأفكاراً كثيرةً، تعرف ابنته بأن والدها محتالٌ وتريد مساعدته في ذلك ولكنه يرفض في بداية الأمر خوفاً عليها ولصغر سنها، ولكنها تشاركه في إحدى المهام ويجدها ماهرةً في ذلك، وتبدأ علاقتهما في التحسن وارتباط، ويقرر روي لاحقاً الابتعاد عن مهنة النصب والاحتيال وأن يجد عملاً بناءً على طلب ابنته، وبالفعل يستغني روي عن تلك المهنة، ليجد عملاً بسيطاً يبدأ به حياةً جديدةً مع ابنته. ولكن تحدث مفاجأةٌ كبيرةٌ في نهاية الفيلم.

## الممثلون والشخصيات
- نيكولاس كيج بدور روي والنر
- سام روكويل بدور فرانك ميرسر
- أليسون لوهمان بدور انجيلا
- شيلا كيلي بدور كاتي

## الاستقبال النقدي
افتتح الفيلم بمراجعات إيجابية من النقاد الذين وصفوه بأنه أرقى فيلم في نفس فكرته منذ فيلم اللدغة . حصل الفيلم على تأييد 83% من المراجعات التي كُتبت عنه في موقع الطماطم الفاسدة. الناقد السينمائي روجر إيبرت أعطى الفيلم 4 نجوم (من أصل 4) كما أوصى أن يتم ترشيح الفيلم لعدة جوائز أوسكار .

## الميزانية والإيرادات
حقق أرباحا تقدر بـ 65,573,198 دولار.

## الترشيحات والجوائز
ترشح الفيلم لجائزة واحدة هي جائزة ستالايت للفنان سام روكويل في فئة أفضل ممثل مساعد.

## وصلات خارجية
- الموقع الرسمي
- رجال عود الثقاب على موقع IMDb (الإنجليزية)
- رجال عود الثقاب على موقع ميتاكريتيك (الإنجليزية)
- رجال عود الثقاب على موقع روتن توميتوز (الإنجليزية)
- رجال عود الثقاب على موقع نتفليكس (الإنجليزية)
- رجال عود الثقاب على موقع قاعدة بيانات الأفلام العربية
- رجال عود الثقاب على موقع ألو سيني (الفرنسية)
- رجال عود الثقاب على موقع Turner Classic Movies (الإنجليزية)
- رجال عود الثقاب على موقع أول موفي (الإنجليزية)
- رجال عود الثقاب على موقع بوكس أوفيس موجو (الإنجليزية)
- رجال عود الثقاب على موقع فيلمافينيتي (الإسبانية)